# Libera nos a Malo (romanzo)
Libera nos a Malo è l'opera più significativa dello scrittore vicentino Luigi Meneghello, pubblicato nel 1963.
Il titolo è un gioco di parole tra l'espressione evangelica "liberaci dal male" e il paese natale di Malo in provincia di Vicenza. Meneghello propone in una sorta di rivisitazione autobiografica gli usi, i costumi, le figure tipiche, la vita sociale che ha conosciuto nel corso della sua infanzia e giovinezza nel paese natale e traccia un ritratto della provincia vicentina, della sua gente e della sua cultura dagli anni trenta agli anni sessanta.

## Genere
L'autore, al momento della pubblicazione, indicò come sottotitolo la dicitura "romanzo", ma l'opera procede per associazioni di idee, senza una trama ben definita. Sebbene prevalga la dimensione narrativa, in Libera nos a Malo convivono le caratteristiche del saggio, dell'autobiografia, del romanzo sociologico, della "poesia in prosa". Interessante l'utilizzo di un linguaggio ironico, innovativo e divertente (fin dal titolo Meneghello gioca con le parole finali del Padre nostro latino e col nome del suo paese, Malo) inframmezzato da espressioni tipiche della lingua veneta.
Seguendo la tecnica dei flussi di coscienza, l'autore collega i pensieri l'uno all'altro attraverso una semplice parola. Meneghello parlava a questo proposito di "parole-amo"; di parole, cioè, in grado di "tirare a sé" una serie di idee, di realtà, di immagini, che vengono concatenate l'una all'altra. Proprio per il fatto di non avere una trama ben definita, l'opera è stata da alcuni considerata piuttosto "difficile". Sicuramente non è semplice seguirne il filo logico, ma il libro non si può definire di difficile comprensione.

## Trama
Il filo conduttore della vicenda è la vita dell'autore, in particolare la sua infanzia. Fanno da sfondo il fascismo (per quanto riguarda i primi anni della sua vita), la vita della famiglia dell'autore, l'istruzione, la religione cattolica. Si vede come la mente dell'autore da bambino fosse in grado di elaborare certi ragionamenti considerabili "assurdi" che egli stesso, da adulto, rivede con una certa ironia. Ne è un esempio il rapporto del Meneghello bambino con la religione (in particolare con il sacramento della riconciliazione).

## Obiettivi
Il libro è stato scritto negli anni del boom economico. Gli anni venti e trenta e l'era fascista sono ormai entrati nella storia, e le differenze tra le due epoche sono abissali. Il mondo che Meneghello aveva conosciuto da bambino e da giovane è ormai quasi completamente scomparso, e le nuove generazioni non hanno idea di cosa volesse dire vivere in quegli anni.
In Libera nos a Malo Meneghello ragiona sul concetto di felicità, su cosa abbiamo perso e cosa abbiamo guadagnato con lo sviluppo della società, ma senza cadere in rimpianti conservatori e inutili patetismi. Non vuole dimostrare la superiorità di una o dell'altra epoca, vuole semplicemente metterle a confronto, contrapponendo il pensiero di lui da bambino con quello, lucido e ironico, del Meneghello ormai quarantenne.

## Edizioni
- Libera nos a Malo, Collana I Contemporanei, Milano, Feltrinelli, 1963.
- Libera nos a Malo, Collana La Scala, Milano, Rizzoli, 1975.
- Libera nos a Malo, Collana Oscar Scrittori del Novecento n.1335, Milano, Mondadori, 1986-1997-2003,  p. 317, ISBN 88-04-38168-X.
- Libera nos a Malo, con un saggio di Giulio Lepschy, Collana I grandi romanzi, Milano, BUR, 2006, ISBN 978-88-170-0965-2.